# Isola di Saso
L'Isola di Saso è un'isola al largo della costa dell'Arabia Saudita. Fa parte delle Isole Farasan. Si trova nel Mar Rosso alle coordinate 16°30′N 41°21′E. Nel XV secolo esisteva una rotta di navigazione riconosciuta a ovest dell'isola. La sua estensione è di circa 22,6 chilometri quadri (8,7 miglia quadre).